# Isaac Oceja
Isaac Oceja Oceja (Escalante, 29 de mayo de 1915-Baracaldo, 27 de septiembre de 2000) fue un futbolista internacional y entrenador español. Se desempeñaba en posición de defensa.  

## Trayectoria
Llegó a Durango (Vizcaya) con apenas cinco años, ya que su madre fue contratada para trabajar en un restaurante de la localidad vizcaína. Con 14 años, empezó a formar parte del equipo de su barrio, El Dragón. Con 15 años fichó por la Cultural Durango. Entre 1931 y 1933 jugó para la SD Lemona y el CD Basconia. En 1933 se incorporó al Athletic Club, donde permaneció hasta 1948, con un breve paso por el Barakaldo durante la Guerra Civil. En la temporada 1939-40 fue uno de los pocos jugadores que permanecía en el club desde antes de la guerra (junto a Gorostiza, Elices, Gárate, Zabala y Urra). En 1940 estuvo cerca de firmar un gran contrato con el FC Barcelona, pero la directiva no le dejó marchar.
En el Athletic Club disputó un total de 239 partidos antes de marcharse al Real Zaragoza, que se encontraba en Tercera División. Con el equipo maño, haciendo las funciones de jugador-entrenador, logró el ascenso a Segunda División en 1949.
Posteriormente, dirigió a la Cultural Durango entre 1954 y 1960 y, después de una temporada, entre 1961 y 1965.

## Selección nacional
Fue internacional con la Selección de fútbol de España en cuatro ocasiones, debutando el 12 de enero de 1941 contra Portugal, partido celebrado en Lisboa, que finalizó con empate a dos goles. Su último encuentro como internacional lo disputó en Sevilla, el 15 de marzo de 1942, contra Francia en el que los españoles vencieron por 4-0.

## Entrenador
En el año 1949 obtuvo el título de entrenador. El Real Zaragoza fue el primer club al que dirigió actuando como jugador-entrenador en la temporada 1949/50.

## Clubes
| Club                                | País   | Temporada         |
| ----------------------------------- | ------ | ----------------- |
| Sociedad Cultural Deportiva Durango | España | 1930-31           |
| Sociedad Deportiva Lemona           | España | 1931-1932         |
| Club Deportivo Basconia             | España | 1932-1933         |
| Athletic Club                       | España | 1933/34 a 1935/36 |
| Barakaldo Club de Fútbol            | España | 1938/39           |
| Athletic Club                       | España | 1939/40 a 1947/48 |
| Real Zaragoza                       | España | 1948/49           |

## Palmarés

### Campeonatos nacionales
| Título                              | Club          | País   | Año              |
| ----------------------------------- | ------------- | ------ | ---------------- |
| Primera División (3)                | Athletic Club | España | 1934, 1936, 1943 |
| Copa del Generalísimo de fútbol (3) | Athletic Club | España | 1943, 1944, 1945 |

### Campeonatos regionales
| Título                             | Club          | País   | Año              |
| ---------------------------------- | ------------- | ------ | ---------------- |
| Campeonato Regional de Vizcaya (2) | Athletic Club | España | 1933/34, 1939/40 |
| Copa Vasca (1)                     | Athletic Club | España | 1934/35          |